# Sierra de San Just
Sierra de San Just (tiếng Aragon: Sierra de Sant Chust) (tiếng Aragon: Sierra de Sant Chust) là một dãy núi ở vùng ven biển Cuencas Mineras của Aragon, tỉnh Teruel, Tây Ban Nha. Điểm cao nhất trong dãy núi là San Just (1.522 m). Dãy núi này nằm ở một trong những khu vực lạnh nhất và gồ ghề nhất của Aragon.

## Địa lý
Lở đất tương đối thường xuyên ở vùng núi San Just.
Bên cạnh dãy núi, đồng bằng Visiedo (tiếng Tây Ban Nha: Llanos de Visiedo) gần Visiedo, Altos del Zancado gần Visiedo, Altos del Zancado, và khu vực xung quanh Ejulve, đều là một phần của vùng địa lý Sierra de San Just. 
Đường N-211 vượt qua dãy núi tại Gargallo và đi dọc theo sườn núi của dãy núi.
Đường N-211 đi qua dãy núi tại Gargallo và đi dọc theo sườn núi của chuỗi.

## Khai thác
Có trữ lượng lignit trong dãy Sierra de San Just. Mỏ Utrillas đã được khai thác từ La Mã cổ đại.